# Vladivostok
Vladivostok — первый англоязычный альбом российской рок-группы Мумий Тролль, выпущенный в 2012 году в США.

## Об альбоме
Запись Vladivostok проходила в Лос-Анджелесе. В студии музыкантам группы Мумий Тролль помогали Майк Клинк, Джо Чикарелли и Грег Бримсон. Фронтмен группы Мумий Тролль Илья Лагутенко рассказал несколько слов о новом релизе:
"Я считаю "Vladivostok" первой серьезной работой для западного рынка, поскольку песни, прозвучавшие на предыдущих пластинках, изначально писались на русском языке и лишь впоследствии были переведены и адаптированы для западной публики". 3 сентября англоязычный альбом группы Мумий Тролль Vladivostok вышел в Англии. В поддержку альбома будет также выпущен сингл Hey Tovarish!.
Релиз в Англии – это особенно трепетный для «Мумий Тролля» момент, ведь именно там была записана самая первая пластинка группы  – «Морская» в 1996 году.
- Я посещал  тогда все клубы, все концерты, интересные – не интересные, мне хотелось впитать эту информацию, - рассказывает Илья Лагутенко. - Всегда думал, что коли я здесь оказался, то должен по максимуму как-то всем этим воспользоваться, да, и поэтому всегда интересовался и прессой, и что происходит, и определённые уже знакомства были среди музыкантов, как-то так мне советовали: это хорошо, это интересно, это не интересно».
Выход альбома Vladivostok в Англии был поддержан английским туром. Первые концерты состоялись в Лондоне и Манчестере 7 и 8 сентября продолжение английского тура случилось в ноябре. Также в ноябре Мумий Тролль прокатился по основным городам Германии и Швейцарии
Также альбом в числе первых вышел в инновационном формате 3plet , в виде отдельного приложения для iOS и Android.

## Список композиций
1. Fantastica
2. Love Contraband
3. Hey Tovarish
4. Nothing Promised
5. Not Tomorrow
6. Lucky Bride
7. Lightning
8. Sorry Tiger
9. Vladivostok Vacation
10. Sleep Rock N'roll